# Campeonato Goiano Terceira Divisão 2018
In 2018 werd het zeventiende Campeonato Goiano Terceira Divisão gespeeld voor clubs uit de Braziliaanse staat Goiás. De competitie werd georganiseerd door de FGF en werd gespeeld van 10 oktober tot 9 december. Morrinhos werd kampioen.

## Eerste fase

### Groep A
| Plaats | Club        | Wed. | W | G | V | Saldo | Ptn. |
| ------ | ----------- | ---- | - | - | - | ----- | ---- |
| 1.     | Aparecida   | 6    | 4 | 2 | 0 | 11:5  | 14   |
| 2.     | Rioverdense | 6    | 3 | 0 | 3 | 6:6   | 9    |
| 3.     | Mineiros    | 6    | 2 | 2 | 2 | 5:6   | 8    |
| 4.     | Raça        | 6    | 1 | 0 | 5 | 7:12  | 3    |

|  | Geplaatst voor tweede fase |

### Groep B
| Plaats | Club         | Wed. | W | G | V | Saldo | Ptn. |
| ------ | ------------ | ---- | - | - | - | ----- | ---- |
| 1.     | Morrinhos    | 6    | 4 | 1 | 1 | 8:3   | 13   |
| 2.     | Inhumas      | 6    | 3 | 1 | 2 | 8:6   | 10   |
| 3.     | Pires do Rio | 6    | 3 | 0 | 3 | 7:6   | 9    |
| 4.     | Monte Cristo | 6    | 0 | 2 | 4 | 2:10  | 2    |

|  | Geplaatst voor tweede fase |

## Tweede fase
|  | halve finale | halve finale | halve finale | halve finale |  |           | finale | finale | finale | finale |
|  |              |              |              |              |  |           |        |        |        |        |
|  |              |              |              |              |  |           |        |        |        |        |
|  | Inhumas      | 1            | 1            | 2            |  |           |        |        |        |        |
|  | Aparecida    | 2            | 5            | 7            |  |           |        |        |        |        |
|  |              |              |              |              |  | Aparecida | 1      |        | 1      |        |
|  |              |              |              |              |  | Morrinhos | 2      |        | 2      |        |
|  | Rioverdense  | 0            | 2            | 2            |  |           |        |        |        |        |
|  | Morrinhos    | 3            | 2            | 5            |  |           |        |        |        |        |

### Kampioen
| Campeonato Goiano de 2018 - Terceira Divisão |
| Goias                                        |
| -------------------------------------------- |
| MORRINHOS Kampioen (1° titel)                |